# Maquira guianensis
Maquira guianensis är en mullbärsväxtart. Maquira guianensis ingår i släktet Maquira och familjen mullbärsväxter.

## Underarter
Arten delas in i följande underarter:
- M. g. costaricana
- M. g. guianensis